# 江風 (白露型駆逐艦)
江風（かわかぜ/かはかぜ）は、大日本帝国海軍の駆逐艦。白露型駆逐艦（一等駆逐艦白露型）の9番艦。海風型駆逐艦（改白露型）3番艦である。この名を持つ帝国海軍の艦船としては浦風型駆逐艦の「江風」、江風型駆逐艦の「江風」に続いて3隻目。常に最前線で活躍していた駆逐艦だったが、1943年（昭和18年）8月6日のベラ湾夜戦で沈没した。

## 艦歴

### 太平洋戦争まで
1934年（昭和9年）11月24日、日本海軍は浦賀船渠で建造予定の駆逐艦を『山風（ヤマカゼ）』、藤永田造船所で建造予定の駆逐艦を『江風（カハカゼ）』、鴻型水雷艇3隻を（鵯、隼、鵲）と命名した。
同日附で、6隻（山風、江風、鵯、隼、鵲、第18号掃海艇）はそれぞれ艦艇類別等級表に登録された。
本艦は藤永田造船所で1935年（昭和10年）4月25日に起工。
1936年（昭和11年）11月1日に進水した。12月1日、日本海軍は初春型駆逐艦4番艦「初霜」駆逐艦長山田雄二中佐を江風艤装員長に任命した。
12月7日、藤永田造船所に江風艤装員事務所を、神戸川崎造船所に熊野艤装員事務所を設置する。
1937年（昭和12年）4月30日、「江風」は竣工した。山田江風艤装員長も制式に江風駆逐艦長（初代）となる。佐世保鎮守府籍。
同年5月31日、白露型2隻（海風、江風）で第24駆逐隊が編制される（司令久宗米次郎大佐）。24駆司令駆逐艦は「江風」に指定される。
編制直後の第24駆逐隊は佐世保警備戦隊に編入、同戦隊は（戦艦《金剛》、巡洋艦《妙高、長良、北上》、第24駆逐隊、第23駆逐隊《菊月、三日月、望月、夕月》、第29駆逐隊《追風、疾風》）となった。
その後、6月30日附で姉妹艦「山風」、8月31日附で「涼風」も順次第24駆逐隊に編入。7月18日より、久宗司令は24駆司令駆逐艦を本艦から「山風」に変更した。
7月28日、各艦各隊（妙高、北上、第23駆逐隊、第24駆逐隊、第29駆逐隊）は佐世保警備戦隊から除かれた。
江風以下第24駆逐隊（海風、山風、江風、涼風）の初陣は日中戦争であった。1937年（昭和12年）8月より第二次上海事変にともなう支那事変に投入され、船団護衛、哨戒、対地砲撃に従事した。また12月12日のパネー号事件では救援のため、急遽「江風」が派遣された。
1938年（昭和13年）7月30日、江風駆逐艦長は伊号第七十一潜水艦艦長楢原省吾少佐に交代する（山田は8月10日より吹雪型駆逐艦17番艦朧艦長）。
12月15日、楢原（江風艦長）は伊号第五十七および伊号第五十八（初代）潜水艦長兼務のため退艦。後任の江風駆逐艦長は峯風型駆逐艦13番艦野風艦長吉田正義少佐となった。
また同日附で第24駆逐隊司令久宗米次郎大佐は迅鯨型潜水母艦2番艦長鯨艦長へ転任した。後任の24駆司令は中川浩大佐となる。
1939年（昭和14年）5月20日、江風駆逐艦長は朝潮型駆逐艦1番艦朝潮駆逐艦長横井稔少佐に交代する（吉田は9月25日より朝潮型4番艦荒潮艦長。後日、夕雲型駆逐艦3番艦風雲艤装員長および初代駆逐艦長）。
10月15日、横井（江風艦長）は朝潮型1番艦朝潮艦長へ転任（翌年、陽炎型駆逐艦1番艦陽炎駆逐艦長）。このため白露型姉妹艦山風駆逐艦長吉川潔少佐は、駆逐艦2隻（山風、江風）の駆逐艦長兼務を命じられた。
11月15日、峯風型駆逐艦7番艦羽風駆逐艦長豊島俊一少佐が山風駆逐艦長に任命された事にともない、吉川少佐は2隻（江風、山風）艦長兼務を解かれ、江風駆逐艦長に専念する。
1940年（昭和15年）10月11日、第24駆逐隊のうち2隻（涼風、江風）は紀元二千六百年記念行事に伴う観艦式に参加、第二列（長門、陸奥、伊勢、摂津、凉風、江風、村雨、春雨、夕立、五月雨、漣、綾波、浦波、初雪、白雪、吹雪）に配置されていた。なおこれを記録した「日本ニュース」第19号で満艦飾が施された同艦の雄姿を見ることができる。同年11月、第二艦隊・第四水雷戦隊（司令官西村祥治少将：旗艦那珂）に編入される。
10月19日附で中川24駆司令は古鷹型重巡洋艦1番艦古鷹艦長へ転任。後任の24駆司令には第27駆逐隊司令松原博大佐が任命された
11月15日、吉川少佐は海軍中佐に昇進。同日附で朝潮型2番艦大潮駆逐艦長へ転任。吉川の後任の江風駆逐艦長は、舞鶴要港部副官兼参謀の若林一雄少佐となった。
1941年（昭和16年）7月25日附で第24駆逐隊司令は松原大佐から平井泰次大佐に交代。
11月26日附で第24駆逐隊は第三艦隊司令長官高橋伊望中将の指揮下に入り、フィリピンの戦いに従事すべく日本本土を出発した。

### 太平洋戦争緒戦
1941年（昭和16年）12月8日の開戦時、第四水雷戦隊（旗艦那珂《司令官西村祥治少将》、第2駆逐隊《村雨、五月雨、春雨、夕立》、第9駆逐隊《朝雲、峯雲、夏雲、山雲》、第24駆逐隊《海風、江風、山風、涼風》）は第三艦隊司令長官高橋伊望中将（旗艦足柄）を指揮官とする比島部隊（フィリピン攻略後は蘭印部隊に改称）に所属し、南方部指揮官（第四戦隊司令官兼務）近藤信竹第二艦隊司令長官（旗艦愛宕）の指揮下で南方作戦にのぞんだ。
レガスピー上陸作戦、ラモン湾上陸作戦に従事。1942年（昭和17年）1月から蘭印部隊に属した。だが2月4日、セレベス島スターリング湾において24駆僚艦「涼風」が米潜水艦スカルピンに雷撃され魚雷1本命中により大破、日本本土へ回航された。第24駆逐隊は当面の間3隻（海風、山風、江風）で行動する事になり、その後もタラカン攻略作戦、バリックパパン攻略作戦（バリクパパン沖海戦）、マカッサル攻略作戦、スラバヤ沖海戦、パナイ島攻略作戦に参加した。2月22日より24駆2隻（山風、江風）は第五戦隊の指揮下に入った。
2月27日-3月1日のスラバヤ沖海戦で第五戦隊司令官高木武雄少将直率の妙高型重巡洋艦2隻（那智、羽黒）直衛として行動していた駆逐艦4隻（第24駆逐隊《江風、山風》、第7駆逐隊《漣、潮》）は、高木司令官の下令により戦闘突入後は第二水雷戦隊（二水戦司令官田中頼三少将：旗艦神通、第16駆逐隊《雪風、初風、天津風、時津風》）に臨時編入されて連合国軍艦隊と交戦する。第二次昼戦で神通（二水戦）は距離1万8000mで酸素魚雷を発射したが、16駆と臨時編入艦（山風、江風、潮、漣）は距離9000-8500mまで接近して魚雷を発射した。だが連合国艦隊の回避行動と魚雷の自爆により、戦果はなかった。第一次昼戦・第二次昼戦全体でも駆逐艦2隻（コルテノール、エレクトラ）の撃沈にとどまっている。敵味方とも疲弊し混乱したため、両者の戦闘は一時中断。日本艦隊は輸送船団の護衛に戻り、第7駆逐隊（潮、漣）は補給のため分離、24駆（山風、江風）は高木司令官の要請により第五戦隊部隊に復帰した。
3月1日午前2時、第五戦隊部隊は哨戒中に蘭軽巡ジャワ（28日夜間戦闘で沈没）の生存者を発見、37名が「江風」に収容された
さらに昼間の戦闘で、日本艦隊は重巡洋艦エクセター、駆逐艦2隻（エンカウンター、ポープ）を撃沈した。弾薬の消耗著しい第五戦隊（那智、羽黒、山風、江風）は増援の別働隊（足柄、妙高、雷、曙）および空母龍驤の艦載機と協力し、3隻を撃沈した。3月1日の戦闘で「江風」はエクセターに対し魚雷4本を発射、燃料も不足していた。
戦闘後、「山風」はエクセターの生存者67名を救助。第五戦隊が第二艦隊や第三艦隊に指示を仰いだ結果、捕虜を全員山風に集めての回航を下令された。
同艦は江風以下第五戦隊と分離してマカッサルへ向かった。3月5日、「江風」は第五戦隊の指揮下を離れて原隊に復帰し、重巡2隻（那智、羽黒）と分離した。
4月10日、第24駆逐隊は第一水雷戦隊（司令官大森仙太郎少将：旗艦阿武隈）の指揮下に入った。6月のミッドウェー海戦では主力部隊の護衛に従事した。
6月17日、第二戦隊（扶桑、山城、伊勢、日向）、第九戦隊（北上、大井）、護衛艦艇（第20駆逐隊《天霧、夕霧、朝霧、白雲》、第24駆逐隊《江風、海風、山風》、第27駆逐隊《時雨、白露、有明、夕暮》）は横須賀に到着。
6月21日、第二水雷戦隊（神通、雪風、天津風、時津風、初風）等が横須賀に到着、一方で横須賀在泊の各艦（時雨、白露、江風）等も、翌日からの西日本回航護衛任務のため横須賀を出発する。一方、「山風」はタンカー2隻を護衛して大湊に向かった。
6月22日、第二戦隊（扶桑、山城、伊勢、日向）、第九戦隊（北上、大井）も横須賀を出港する。
6月23日、姉妹艦「山風」は千葉県勝浦市沖で米潜水艦ノーチラス の雷撃で沈没。第24駆逐隊は3隻（海風、江風、涼風）となった。
7月14日、第24駆逐隊は第二水雷戦隊（司令官田中頼三少将：旗艦神通）に編入される。二水戦各艦（江風、天津風、初風）等は、対潜哨戒や船団護衛任務に従事する。
7月30日附で第24駆逐隊司令は村上暢之助大佐に交代（平井大佐は8月15日附で軽巡洋艦夕張艦長に任命された）。

### ガダルカナル島の戦い（8月）
8月7日、連合軍はウォッチタワー作戦を発動してガダルカナル島とフロリダ諸島に上陸を開始、ガダルカナル島の戦いがはじまった。
8月11日、第24駆逐隊（海風、江風、涼風）はその他の艦艇と共に横須賀を出港。本艦は第9駆逐隊（朝雲、夏雲、峯雲）と行動を共にし、前進部隊（第二艦隊）本隊との合同を目指した。また僚艦2隻（海風、涼風）は千歳型水上機母艦「千歳」を護衛した。
8月16日、陸軍一木支隊先遣隊を乗せた駆逐艦6隻がトラックを出撃してガダルカナル島へ向かった。また、同日、一木支隊の残りを運ぶ船団もトラックより出撃した。第二十四駆逐隊は8月17日にトラックに到着。即日出撃し、翌日船団と合流した。また、第二十四駆逐隊は8月17日に外南洋部隊に編入されている。8月20日、「江風」はガダルカナル島方面で行動中の駆逐艦「陽炎」との交替を命じられた。しかし、ガダルカナル島の飛行場への敵機進出の報により、翌日には「江風」はオントンジャワ環礁の南西40浬付近での待機となった。同日、ガダルカナル島への増援補給のためと思われる輸送船団発見により、「江風」とレカタにあった駆逐艦「夕凪」にその攻撃が命じられた。だが、「夕凪」は波浪大のため高速が出せず間に合わないことから、「江風」単独での突入となった。「江風」は8月22日1時（日本時間）にルンガ泊地に着き、2時に駆逐艦2隻（アメリカ駆逐艦「ブルー」と「ヘンリー」）を発見して魚雷6本、砲弾6発を発射した。この攻撃で「ブルー」に魚雷1本が命中。「ブルー」は処分されている。
攻撃後、北上中にアメリカ軍機2機に襲撃されて重傷者1名を出した。「行動に関し指令を乞ふ」と発信した若林艦長（至急入院を要する状態）に対し宇垣纏連合艦隊参謀長は『中佐艦長にして何たる覚悟ぞ』と賞賛している。その後、「江風」は「夕凪」と合流して燃料補給を行うべくショートランド諸島（ショートランド泊地）へ向かった。

#### 第二次ソロモン海戦
8月24日深夜、第30駆逐隊司令安武史郎大佐（司令駆逐艦睦月）が指揮する駆逐艦5隻（睦月、弥生、磯風、陽炎、江風）は、ガダルカナル島のアメリカ軍ヘンダーソン飛行場基地を10分間砲撃。任務後、北上して輸送船団（ぼすとん丸、大福丸、金龍丸）及び神通以下護衛艦艇と合流した。25日午前6時、護衛部隊（軽巡《神通》、24駆《海風、涼風》、哨戒艇4隻《1号、2号、34号、35号》）と合流して陣形変更中、急降下爆撃機SBDドーントレスとB-17型爆撃機の空襲を受けた。2隻（駆逐艦《睦月》、輸送船《金龍丸》）が沈没し、「神通」が被弾炎上して戦闘不能となった。2隻（神通、涼風）がトラックへ退避、生存者を救助した3隻（弥生、哨戒艇1号《旧島風》、哨戒艇2号《旧灘風》）がラバウルへ退避した。田中少将は旗艦を「陽炎」に変更した。26日夕刻、2隻（陽炎、海風）は先行してショートランド泊地へ向かい、磯風艦長指揮下の輸送船団（磯風、江風、哨34、哨35、ぼすとん丸、大福丸）も夜になってショートランド泊地に到着した。この第二次ソロモン海戦は空母龍驤を喪失した上に日本軍輸送船団のガ島突入も中止されたことにより、アメリカ軍の勝利で終わった。

### ガダルカナル島の戦い（9月）
1942年（昭和17年）8月下旬から9月にかけて、第24駆逐隊（海風、江風、涼風）は外南洋部隊（第八艦隊）に所属し、駆逐艦によるガダルカナル島への高速輸送作戦『鼠輸送』に従事した。
8月27日、ガ島揚陸予定の部隊は徹夜で輸送船2隻から駆逐艦3隻（海風、江風、磯風）に移乗し、第24駆逐隊司令村上暢之助大佐指揮のもと、同日5時30分にショートランド泊地を出撃する。陽炎型12番艦「磯風」は第17駆逐隊所属だが、臨時に第24駆逐隊指揮下に入った。しかし川口支隊（第20駆逐隊便乗中）との合流をめぐって混乱が生じ、上級部隊の命令に従い第24駆逐隊はショートランド泊地に引き返した（17時30分着）。
8月28日、増援部隊指揮官田中頼三第二水雷戦隊司令官は、旗艦を重巡「衣笠」に変更。午前6時、第24駆逐隊（海風、江風、磯風）はショートランド泊地を出撃してガ島へ向かい、また北方からも第20駆逐隊（天霧、朝霧、夕霧、白雲）が南下してガ島揚陸を目指す。だが第20駆逐隊はアメリカ軍機の空襲で大損害（朝霧沈没、夕霧と白雲大破、駆逐隊司令山田雄二大佐戦死）を受け、救援のために駆逐艦「陽炎」が派遣された。航空支援がない限り揚陸成功の見込みなしと判断した村上24駆司令は「本日ノ揚陸ヲ断念シ引返ス、28日1925」を打電し、独断で反転する。田中司令官も駆逐艦輸送作戦に消極的となったが、外南洋部隊（第八艦隊）司令部は『「カ」号作戦は駆逐艦を以て陸兵を輸送し任務を強行する外今更方法なきを以て引続き既定方針を決行せしめらるる方針なり』を通知した。
8月29日、「磯風」で発電機故障が発生したため輸送作戦に参加できなくなり、駆逐艦5隻（第24駆逐隊《海風、江風》、第11駆逐隊《初雪、吹雪、白雪》）はガ島揚陸作戦を実施。陸兵の揚陸には成功したが、第24駆逐隊司令は撃滅を命じられていたルンガ泊地方面のアメリカ軍艦艇（輸送船2隻、巡洋艦1隻、駆逐艦2隻）を攻撃することなく帰途につき、上級司令部を激怒させた。
8月31日午前6時、第三水雷戦隊司令官橋本信太郎少将指揮下の三水戦各艦（軽巡洋艦川内、第19駆逐隊《浦波、敷波》）がショートランド泊地に到着。これをもって田中二水戦司令官は増援部隊指揮官を更迭され（発令8月29日）、駆逐艦「夕霧」に乗艦してトラック泊地へ戻った。以降、橋本三水戦司令官は軽巡川内を旗艦として、ガダルカナル島への輸送作戦を指揮する。この間、第24駆逐隊司令指揮下の8隻（海風、江風、涼風、陽炎、初雪、吹雪、白雪、天霧）はガ島への輸送作戦を実施し、21時30分に川口清健陸軍少将（川口支隊長）を含む陸兵約1200名の揚陸に成功。9月1日にショートランド泊地へ戻った。
9月4日、陸軍青葉支隊をガ島へ輸送するため、増援部隊各隊はショートランド泊地を出撃。輸送隊（浦波隊《浦波、敷波、有明》、夕立隊《夕立、初雪、叢雲》）と川内隊（川内、海風、江風、涼風）は21時から23時にかけてガ島揚陸を実施する。川内隊は陸軍部隊の大発動艇輸送作戦（舟艇機動）を掩護する役目も与えられており、4日深夜から5日午前1時頃まで掩護を実施した。
また夕立隊はルンガ泊地に突入してアメリカ軍輸送駆逐艦2隻を撃沈する。宇垣纏連合艦隊参謀長は『曩の二十四駆逐隊司令に比し雲壌の差あり。矢張り攻撃精神旺盛なるものはよく勝を収む』と戦藻録に記載し、夕立隊指揮官吉川潔中佐（夕立駆逐艦長）を絶賛している。
9月5日附で駆逐艦4隻（海風、江風、涼風、夕立）および山陽丸は外南洋部隊（第八艦隊）に編入された。
9月7日、駆逐艦5隻（海風、江風、涼風、初雪、叢雲）はガ島揚陸作戦を実施した。本作戦における各艦は大発動艇を曳航していたが、波浪の為に上手くいかなかった。第24駆逐隊は揚陸成功後、ルンガ泊地に突入したが敵艦艇を発見できず、対地砲撃を実施したのち、9月8日14時に帰投した（アメリカ軍によるとYPボート1隻炎上）。7日の揚陸により、川口・一木支隊の輸送は終了。また村上大佐は9月2日附で第24駆逐隊司令を更迭され、新司令中原義一郎中佐（陽炎型10番艦「時津風」駆逐艦長）は9月10日に着任した。
9月9日、第24駆逐隊（海風、江風、涼風）はフロリダ諸島（ツラギ湾内）に敵輸送船6隻発見の偵察報告を受けてガ島に突入、哨戒艇1隻を撃破したが輸送船団は存在しなかった。ツラギの陸上砲台から砲撃されたが、被害なく無事に帰投した。
9月11日、駆逐艦3隻（海風、江風、夕立）は陸軍青葉支隊のガ島輸送を実施、悪天候に悩まされつつ揚陸を完了した。
9月13日、ガダルカナル島ヘンダーソン飛行場に対する日本陸軍総攻撃に呼応して、外南洋部隊は支援行動にあたる。主隊・支援隊（鳥海、青葉、古鷹、衣笠、天霧）等は囮船団と共に適宜行動し、奇襲隊（川内、敷波、吹雪、涼風）、陽炎隊（陽炎、白雪）、第7駆逐隊（漣、潮）、第19駆逐隊部隊（浦波、叢雲、夕立）、第24駆逐隊（海風、江風）もガダルカナル島へ向かった。しかし日本軍の飛行場占領は失敗し、駆逐隊（海風、江風、浦波、叢雲、夕立）は対地砲撃を実施したあと帰途についた。
ガ島の戦局に不安を感じた日本陸軍第十七軍は、輸送船佐渡丸（護衛、駆逐艦嵐）に乗船してソロモン諸島に到着した陸軍青葉支隊のガ島投入を決定する。奇襲部隊指揮官橋本三水戦司令官は、増援輸送とガ島突入をかねて部隊を編成、駆逐艦4隻（漣、潮、吹雪、涼風）は14日夜にルンガ泊地に突入した。続いて奇襲隊（川内、海風、江風、浦波、敷波、嵐、叢雲、白雪）もガ島へ向かうが、ヘンダーソン飛行場未占領という事態をうけて「川内」はショートランド泊地へ帰投。駆逐艦部隊のみて揚陸を実施した。川口支隊の攻撃失敗により外南洋部隊各隊・各艦はラバウルやショートランド泊地へ帰投し、奇襲隊も増援部隊という区分に戻された。
9月中旬、日本軍はガダルカナル島に対する増援輸送を強化することになった。9月18日、増援部隊指揮官はアメリカ軍輸送船団ルンガ泊地侵入の情報により直率隊（川内、浦波、白雪、叢雲、浜風）による出撃を決意し、同時に有賀幸作第4駆逐隊司令に駆逐艦4隻（嵐、海風、江風、涼風）によるガ島輸送を命じた。幾度かの計画変更の末、輸送隊は18日夜のガ島揚陸に成功した。
この頃のソロモン諸島は月明期に入ったため、アメリカ軍機による夜間空襲を受ける可能性が高まっていた。9月24日、中原義一郎第24駆司令指揮下の駆逐艦4隻（白露型3隻《海風、江風、涼風》、陽炎型《浦風》）は、陸兵と道路構築用の土木用具を搭載してガ島へ向かうが、アメリカ軍機の夜間空襲を受けて揚陸を断念するに至った。この戦闘で、駆逐艦2隻（海風、浦風）が小破、増援部隊は鼠輸送の一時中止に至った（再開は10月1日より）。
9月26日、第17駆逐隊（谷風、浦風、浜風、磯風）と第24駆逐隊（海風、江風、涼風）は外南洋部隊（第八艦隊）から除かれた。また同日附で第二水雷戦隊旗艦も、川内型軽巡2番艦「神通」から長良型軽巡洋艦2番艦「五十鈴」に変更されている。前進部隊（第二艦隊・第二水雷戦隊）に復帰した第24駆逐隊は、順次トラック泊地に戻った。10月10日までトラック泊地で待機、次期作戦準備をおこなう。

### ガダルカナル島の戦い（10月以降）
10月11日、二水戦司令官田中頼三少将が指揮する第二水雷戦隊（軽巡洋艦五十鈴《二水戦旗艦》、第15駆逐隊《親潮、黒潮、早潮》、第24駆逐隊《海風、江風、涼風》、第31駆逐隊《高波、巻波、長波》）はガダルカナル島ヘンダーソン飛行場に対し艦砲射撃を実施予定の第三戦隊（金剛型戦艦《金剛、榛名》〔司令官栗田健男中将・海兵38期〕）を護衛してトラックを出撃。対するアメリカ軍は10月11日-12日のサボ島沖海戦に勝利して外南洋部隊支援隊（第六戦隊）を撃退したが、大小の損害を受けて消耗した米艦隊（指揮官ノーマン・スコット少将）もガ島海域から撤収した。
10月13日から14日にかけての深夜に行われたヘンダーソン基地艦砲射撃で、第15駆逐隊・第24駆逐隊は第三戦隊（金剛、榛名）の直衛、第31駆逐隊は警戒隊、応援に派遣された第19駆逐隊はガ島〜ルッセル諸島の哨戒隊として行動、長波がアメリカ軍魚雷艇を撃退した。ヘンダーソン飛行場はかなりの損害を受けたが、航空機42機とB-17重爆6機、さらに日本軍が知らなかった新造滑走路（戦闘機用）が健在だった。このため第四水雷戦隊（司令官高間完少将：旗艦秋月、第2駆逐隊《村雨、五月雨、夕立、春雨》、第27駆逐隊《時雨、白露、有明、夕暮》）が護衛してした高速輸送船団（吾妻山丸、南海丸、九州丸、佐渡丸、笹子丸、埼戸丸）は、10月15日ガ島揚陸中に空襲を受け輸送船3隻を喪失、揚陸した物資も大部分を焼き払われてしまった。
10月26日の南太平洋海戦における第二水雷戦隊は、前進部隊（指揮官近藤信竹第二艦隊司令長官：旗艦愛宕）に所属し、第四戦隊（愛宕、高雄）、第三戦隊（金剛、榛名）、第五戦隊（妙高、摩耶）、第二航空戦隊（司令官角田覚治少将：空母隼鷹）と共にアメリカ軍機動部隊と交戦した。
11月上旬、第二水雷戦隊はショートランド泊地へ進出し、5日附で田中少将（二水戦司令官）は橋本信太郎少将（三水戦司令官）より増援部隊指揮官の職務を引き継ぐ。第二水雷戦隊は再びガダルカナル島への強行輸送作戦に従事することになった。
11月6日深夜、甲増援隊（第15駆逐隊《親潮、早潮、陽炎》、第24駆逐隊《海風、江風、涼風》、第31駆逐隊《巻波、高波、長波》、第10駆逐隊《夕雲、風雲》）はショートランドを出撃。途中でアメリカ軍機の空襲を受け、駆逐艦2隻（高波、長波）が若干の損傷を受けた。輸送隊は深夜にタサファロング沖に到着して糧食を降ろし、傷病兵と便乗者を乗せて帰投した。
11月13日以降、増援部隊（早潮《田中司令官座乗》、親潮、陽炎、海風、江風、涼風、高波、巻波、長波、天霧、望月）は輸送船11隻を護衛し、ガダルカナル島に向かった（第三次ソロモン海戦）。だがアメリカ軍機の波状攻撃を受け輸送船6隻が沈没、1隻が大破して駆逐艦2隻（天霧、望月）護衛下で退避する。江風は沈没輸送船より生存者550名を救助した。田中司令官は残存輸送船4隻と駆逐艦9隻を指揮してガ島への進撃を続行。11月15日未明に輸送船4隻（廣川丸、山浦丸、鬼怒川丸、山東丸）はガダルカナル島タサファンログ泊地に座礁揚陸を強行するが、アメリカ軍機と米艦艇の攻撃で全滅した。増援部隊各艦は15日22時になりショートランド泊地へ戻った。
第三次ソロモン海戦の勝利により、ガダルカナル島への日本軍増援を阻止した連合軍は、パプアニューギニアのブナ地区へ上陸作戦を敢行、反攻に乗り出した。外南洋部隊は第三次ソロモン海戦を終えて帰投したばかりの各艦・各隊に対し、ブナ方面増援輸送を下令。南東方面は、従来のガダルカナル島に加え、東部ニューギニア方面でも連合軍に対処をせまられる。外南洋部隊指揮官三川軍一第八艦隊司令長官は麾下艦船にラバウル回航を下令し、第24駆逐隊もラバウルに回航された。
11月18日、第8駆逐隊司令指揮下の駆逐艦部隊（朝潮、江風、海風）でブナ輸送作戦を実施中にB-17の爆撃を受け「海風」が大破、「江風」も損傷した。「海風」は「朝潮」に曳航されてラバウルに戻り、本艦は単艦でラバウルに戻った。このためラバウルに停泊中だった第15駆逐隊2隻（親潮、陽炎）が海風救援のため出動している。
11月25日、中原（第24駆逐隊司令）は司令駆逐艦を「海風」から「江風」に変更。
11月28日附で、江風駆逐艦長は柳瀬善雄少佐（柳瀬は10月30日まで神風型駆逐艦6番艦追風駆逐艦長）に交代した。
11月30日、第24駆逐隊（江風、涼風）はルンガ沖夜戦に参加する。第二水雷戦隊司令官田中頼三少将（旗艦長波）の指揮下、駆逐艦8隻（長波、高波、黒潮、親潮、陽炎、巻波、江風、涼風）という戦力で、輸送任務のためガダルカナル島へ突入。第二輸送隊（江風、涼風）も魚雷を発射して米艦隊撃破に貢献、単縦陣（江風、長波、涼風）で戦場を離脱した。日本側は駆逐艦高波沈没、アメリカ側は重巡洋艦ノーザンプトン喪失、重巡洋艦ミネアポリス、ペンサコーラ、ニューオーリンズ大破という損害だった。一方でドラム罐輸送作戦自体は失敗し、外南洋部隊は第二次ドラム罐輸送作戦を行うよう指導する。
12月3日、田中二水戦司令官（長波）指揮下、第二次輸送作戦（親潮、黒潮、陽炎、巻波、長波、江風、涼風、嵐、野分、夕暮）が実施されるが、「巻波」が空襲により損傷した。投下ドラム罐1500個のうち回収されたのは310個だった。
12月7日午前11時、第15駆逐隊司令佐藤寅治郎大佐（黒潮座乗）の指揮下、駆逐艦11隻（嵐、野分、長波、親潮、黒潮、陽炎、浦風、谷風、江風、涼風、有明）による第三次輸送作戦が実施されるが、午後4時以降の空襲で「野分」が被弾し航行不能となる。駆逐艦4隻（野分、長波〔野分曳航担当〕、嵐、有明）がショートランドへ引き返した。健在だった駆逐艦部隊もガ島附近でアメリカ軍魚雷艇と航空機に迎撃されて引返し、輸送作戦は失敗した。
ガダルカナル島の戦況は悪化する一方であり、山本五十六連合艦隊司令長官は「今次ノ駆逐艦輸送ニ期待スルトコロ極メテ大ナリ、アラユル手段ヲ講ジ任務達成ニ努メヨ」と訓示する。12月11日13時30分、田中司令官は最新鋭の秋月型駆逐艦2番艦「照月」を旗艦とし、警戒隊（照月、嵐、長波、江風、涼風）、輸送隊（陽炎、黒潮、親潮、谷風、浦風、有明）、合計駆逐艦11隻という戦力を揃えてショートランド泊地を出撃した。ガダルカナル島揚陸中、外側哨区警戒隊だった第24駆逐隊（江風、涼風）はアメリカ軍魚雷艇2隻撃沈・1隻大破擱座を報告した。だが警戒隊（長波、嵐、照月）は魚雷艇の雷撃を受け、被雷した「照月」は沈没（旗艦は長波に変更）。輸送作戦も成功したとはいえず、この戦闘を最後に田中司令官は地上勤務にまわされた。
12月21日、駆逐艦2隻（江風、有明）は輸送船宏山丸を護衛してコロンバンガラ方面輸送（ニュージョージア島のムンダ）を実施。ムンダ飛行場の設営強化に協力したが、同基地は常に激しい空襲にさらされ、効果的な基地にはならなかったという。12月30日、新任の第二水雷戦隊司令官として小柳冨次少将が着任し、駆逐艦「長波」に将旗を掲げた。

### ガダルカナル島撤退作戦
1943年（昭和18年）1月2日、増援部隊指揮官小柳冨次第二水雷戦隊司令官直率の駆逐艦10隻（警戒隊《長波、江風、涼風、巻波、荒潮》、輸送隊《親潮、黒潮、陽炎、磯波、電》）はガダルカナル島輸送作戦を実施。進撃中に空襲を受け「涼風」が至近弾により損傷、「電」の護衛下でショートランド泊地へ引き返した。「江風」は警戒部隊としてアメリカ軍魚雷艇と交戦し1隻撃沈を記録、輸送作戦も成功した。
1月4日から7日にかけて、駆逐艦4隻（長波、巻波、江風、荒潮）はショートランド泊地とラバウルを往復、ラバウルでドラム罐を積み込むとショートランド泊地に戻った。また駆逐艦「大潮」もドラム罐を搭載してショートランドに到着する。
1月10-11日、駆逐艦8隻（黒潮、巻波、江風、嵐、大潮、荒潮、初風、時津風）による輸送作戦中、アメリカ軍魚雷艇の攻撃で「初風」（第16駆逐隊）が大破した。有賀幸作第4駆逐隊司令の指揮下、駆逐艦3隻（嵐、江風、時津風）はガダルカナル島からショートランド泊地まで「初風」を護衛し、同作戦指揮官の小柳少将から賞賛された。本作戦をもって小柳司令官は増援部隊指揮官の職務を第十戦隊司令官木村進少将に引き継ぎ、長波に乗艦してトラック泊地に戻った。駆逐艦4隻（長波、親潮、陽炎、涼風）は艦の疲弊が激しく、最前線で行動するのは難しくなっていたのである。
1月中旬、外南洋部隊各艦はソロモン諸島の防備強化に協力、輸送船護衛や駆逐艦輸送に従事する。「江風」はコロンバンガラ島へ輸送を実施した。この頃、第十戦隊旗艦の秋月型駆逐艦1番艦「秋月」が米潜水艦ノーチラスの雷撃で大破、木村司令官も負傷する。そこで小柳二水戦司令官は21日附で第十戦隊司令官となり、ラバウルに進出した。またガダルカナル島撤収作戦の実施を見越し、第三水雷戦隊（司令官橋本信太郎少将）が再び外南洋部隊（第八艦隊）に編入されて増援部隊指揮官となり、駆逐艦も増強された。
1月23日、小柳少将は退隊し、伊崎俊二少将（海兵42期）が新たな第二水雷戦隊司令官となる。また二水戦から「五十鈴」（第三次ソロモン海戦で損傷）が外れ、二水戦旗艦は同隊に復帰した「神通」に変更された。
1月28日、第16駆逐隊司令（時津風）指揮のもと駆逐艦6隻（時津風、白雪、黒潮、浦風、浜風、江風）でガダルカナル島北西48kmのラッセル諸島に進出、ガダルカナル島撤退作戦の準備をおこなう。駆逐艦によるガ島撤収作戦ができなくなった場合、ガ島の陸兵を大発動艇でルッセル諸島まで運び、そこから駆逐艦で撤収させる意図であった。
2月上旬、「江風」はガダルカナル島撤収作戦『ケ号作戦』に3回とも出動した。2月1日の第一次作戦では、エスペランス隊（警戒隊《三水戦司令官：巻波、舞風、江風、黒潮、白雪、文月》、輸送隊《十戦隊司令官：風雲、巻雲、夕雲、秋雲、浦風、谷風、浜風、磯風》）、カミンボ隊（第16駆逐隊司令：警戒隊《皐月、長月》、輸送隊《時津風、雪風、大潮、荒潮》）という区分で出撃。空襲により旗艦「巻波」が損傷し「文月」に曳航され退避、三水戦司令官は「白雪」に移乗した。撤収揚陸地点で「江風」がアメリカ軍魚雷艇1隻を撃沈し、1隻を撃退した。だが、機雷により夕雲型駆逐艦2番艦「巻雲」が大破、自沈処理された。
損傷艦の代艦として駆逐艦2隻（朝雲、五月雨）を編入した2月4日の第二次作戦では、空襲により駆逐艦「舞風」（第4駆逐隊司令有賀幸作大佐座乗）が損傷。駆逐艦「長月」に護衛されて退避した。「江風」も空襲を受けたが回避に成功。至近弾により、本艦と「黒潮」は若干の損害を受けた。17時25分、旗艦「白雪」で機関故障が発生、三水戦司令官は「江風」に移乗して撤収部隊を追及した（残存部隊指揮は第十戦隊司令官《風雲》、警戒隊指揮は第9駆逐隊司令佐藤康夫大佐《朝雲》が代行）。それ以外に損害はなく、第二次撤収作戦も成功した。
2月7日の第三次ケ号作戦では、当初「江風」は加わっておらずショートランド泊地南方で対潜掃蕩に従事していた。
だが空襲を受け中破した撤収部隊「磯風」（第17駆逐隊）掩護のため「江風」が派遣された。長月に曳航される「磯風」を護衛（磯風生存者によれば江風が曳航）して戦場から生還させている。その後「長月」は「磯風」護衛を「江風」にまかせると、撤収部隊を追及してガ島に向かった。
ケ号作戦完了後、整備が必要となっていた艦艇の日本本土での整備が計画され、対象の艦は逐次日本本土へ帰投した。「江風」もその対象であり、まずショートランドからトラックへの回航の際にラバウルまで陸軍輸送船4隻を護衛した。しかし、その途中の2月9日21時、「江風」は、ショートランド島西方30浬で「東運丸」と衝突して機関室浸水、自力航行不能となった。駆逐艦「夕霧」に護衛されてショートランドへ避退。同泊地で応急修理を受けたのち、駆逐艦「黒潮」（第15駆逐隊）に曳航されてラバウルに到着した。
2月24日より、第24駆逐隊司令駆逐艦は「海風」に変更された。
本艦は3月2日ラバウル発、6日トラック着。21日より3隻（練習巡洋艦香取、輸送船日枝丸、測量艦筑紫）を護衛して横須賀へ向かった。4月中は姉妹艦「涼風」と共に佐世保工廠で修理に従事した。

### ベラ湾夜戦
修理完成後の5月27日より、給糧艦「伊良湖」、特設巡洋艦「愛国丸」を佐世保からトラック泊地まで護衛。
6月5日に「江風」と「海風」はトラックより出発し、ポナペからナウルへの陸戦隊輸送の従事して6月10日にトラックに戻った。
同月、空母「隼鷹」、「飛鷹」飛行機隊のマーシャルへの進出とその基地員物件の輸送が実施となり、「江風」と軽巡洋艦「神通」が「隼鷹」関係の輸送に従事することになった。2隻は6月14日にトラックを出発し、6月16日にルオットに到着して基地員物件を揚陸した。また、同方面の補給に難があることを考慮して、両艦の糧食も約2週間分だけ残し、他を揚陸した。6月16日、トラックに帰投。
6月27日、第24駆逐隊司令駆逐艦は「涼風」に変更。
6月末、重巡「鳥海」、護衛駆逐艦（雪風、涼風、江風、谷風）と共をラバウルへ進出中、「江風」は軸受故障によりトラックに引き返した。
7月8日、第24駆逐隊司令は中原義一郎大佐から久保田智大佐（海兵46期）に交代した（中原は8月20日より、夕雲型駆逐艦3隻《涼波、藤波、早波》で編成された第32駆逐隊司令）。
7月12日、「江風」は米潜水艦スピアフィッシュと交戦し損傷した。
7月13日、軽巡洋艦「神通」（二水戦旗艦）がコロンバンガラ島沖海戦で沈没、第二水雷戦隊司令官伊崎俊二少将と共に二水戦司令部も全滅する。そこで第四水雷戦隊が解隊され、同隊戦力（司令官高間完少将：旗艦長良、第27駆逐隊《時雨、白露、有明、夕暮》、五月雨等）がそのまま第二水雷戦隊に転用された。修理を終えた「江風」は7月30日トラックを出発、8月1日ラバウルに到着した。
8月2日より「江風」は駆逐艦「松風」を指揮してツルブ輸送に従事した。この任務では陸兵のほかにも便乗者がいた。ツルブ行の便では7月28日に座礁沈没した駆逐艦三日月を調査するための調査員4名（同艦駆逐艦長ふくむ）を輸送、帰路には三日月と共に座礁沈没した駆逐艦有明生存者56名を輸送している。
8月6日、第三水雷戦隊旗艦の川内型軽巡1番艦「川内」および駆逐艦4隻（指揮官杉浦嘉十大佐/第4駆逐隊司令：第十戦隊・第4駆逐隊《萩風、嵐》、第二水雷戦隊・第24駆逐隊《江風》、第27駆逐隊《時雨》）はラバウルを出撃する。前日の輸送作戦で駆逐艦「天霧」がアメリカ軍魚雷艇（艇長ジョン・F・ケネディ中尉）と衝突して損傷したため、その代艦として「江風」が参加することになったのである。「川内」がブイン輸送に向かい、輸送隊3隻（萩風、嵐、江風）・警戒隊時雨がコロンバンガラ島へ向かう。対するアメリカ軍は先のクラ湾夜戦とコロンバンガラ島沖夜戦で巡洋艦部隊に多大な損害を受けており、日本艦隊の迎撃に駆逐隊を投入することにした。フレデリック・ムースブラッガー中佐が率いるのは、アメリカ軍第31.2任務群の駆逐艦6隻（第12駆逐隊《ダンラップ、クレイヴン、モーリー》、第15駆逐隊《ラング、スタレット、スタック》）であった。
8月6日21時30分、コロンバンガラ島とベララベラ島に挟まれたベラ湾を哨戒するアメリカ軍駆逐隊は、レーダーで南南東へ進む日本艦隊を探知すると、魚雷24本を発射した。萩風-嵐-江風-時雨の単縦陣を形成していた日本艦隊は、駆逐艦3隻（萩風、嵐、江風）が同時に被雷、回避できたのは「江風」の後方1000mを航行していた「時雨」だけだった。なお日本軍は巡洋艦2隻以上、駆逐艦3隻、航空機、魚雷艇の包囲攻撃を受けたと錯覚している。
「江風」はスタレット（USS Sterett, DD-407）、スタック（USS Stack, DD-406）からの砲撃雷撃を受け沈没、柳瀬艦長以下169名が戦死した。ほぼ轟沈であった。沈没地点記録南緯07度50分 東経156度54分 / 南緯7.833度 東経156.900度。また第4駆逐隊（萩風、嵐）も一方的に撃沈された。「時雨」は魚雷8本を発射して反撃したが戦果をあげるに至らず、魚雷の次発装填を終えて戻ってきたものの、米艦隊と交戦することなく戦場を離脱。「川内」と合流してラバウルへ戻った。輸送作戦は完全に失敗し、輸送隊3隻が分乗していた増援部隊940名のうち820名が戦死したとされる。
10月15日、「江風」は白露型駆逐艦
第24駆逐隊、
帝国駆逐艦籍、
それぞれから除籍された。10月31日、朝潮型(満潮型)駆逐艦「満潮」が第24駆逐隊に編入され、同隊は3隻（海風、涼風、満潮）編制となった。

## 公試成績
| 時期   | 排水量 | 出力      | 速力    | 実施日 | 実施場所 | 備考       |
| ------ | ------ | --------- | ------- | ------ | -------- | ---------- |
| 新造時 |        | 42,960shp | 34.75kt |        |          | 全力       |
| 同上   |        | 47,001shp | 35.88kt |        |          | 過負荷全力 |

## 歴代艦長
※『艦長たちの軍艦史』309-310頁による。

### 艤装員長
1. 山田雄二 中佐：1936年12月1日[13] - 1937年4月30日[15]

### 艦長
1. 山田雄二 中佐：1937年4月30日[15] - 1938年7月30日[23]
2. 楢原省吾 少佐：1938年7月30日[23] - 1938年12月15日[25]
3. 吉田正義 少佐：1938年12月15日[26] - 1939年5月20日[28]
4. 横井稔 少佐：1939年5月20日[28] - 1939年10月15日[32]
5. （兼）吉川潔 少佐：1939年10月15日[32] - 1939年11月15日[34]（本職：山風艦長）
6. 吉川潔 少佐：1939年11月15日[34] - 1940年11月15日[38]
7. 若林一雄 少佐：1940年11月15日[38] - 1942年11月28日[146]
8. 柳瀬善雄 少佐：1942年11月28日[146] - 1943年8月6日戦死[246]（同日附、中佐進級）[247]